# Michelle Phillips
Pour les articles homonymes, voir Phillips.
 (juin 2017).
Si vous disposez d'ouvrages ou d'articles de référence ou si vous connaissez des sites web de qualité traitant du thème abordé ici, merci de compléter l'article en donnant les références utiles à sa vérifiabilité et en les liant à la section « Notes et références ».
Michelle Phillips, née Holly Michelle Gilliam est une actrice et chanteuse compositrice américaine née à Long Beach (Californie) le 4 juin 1944.
Elle a été membre du groupe The Mamas and the Papas.

## Biographie

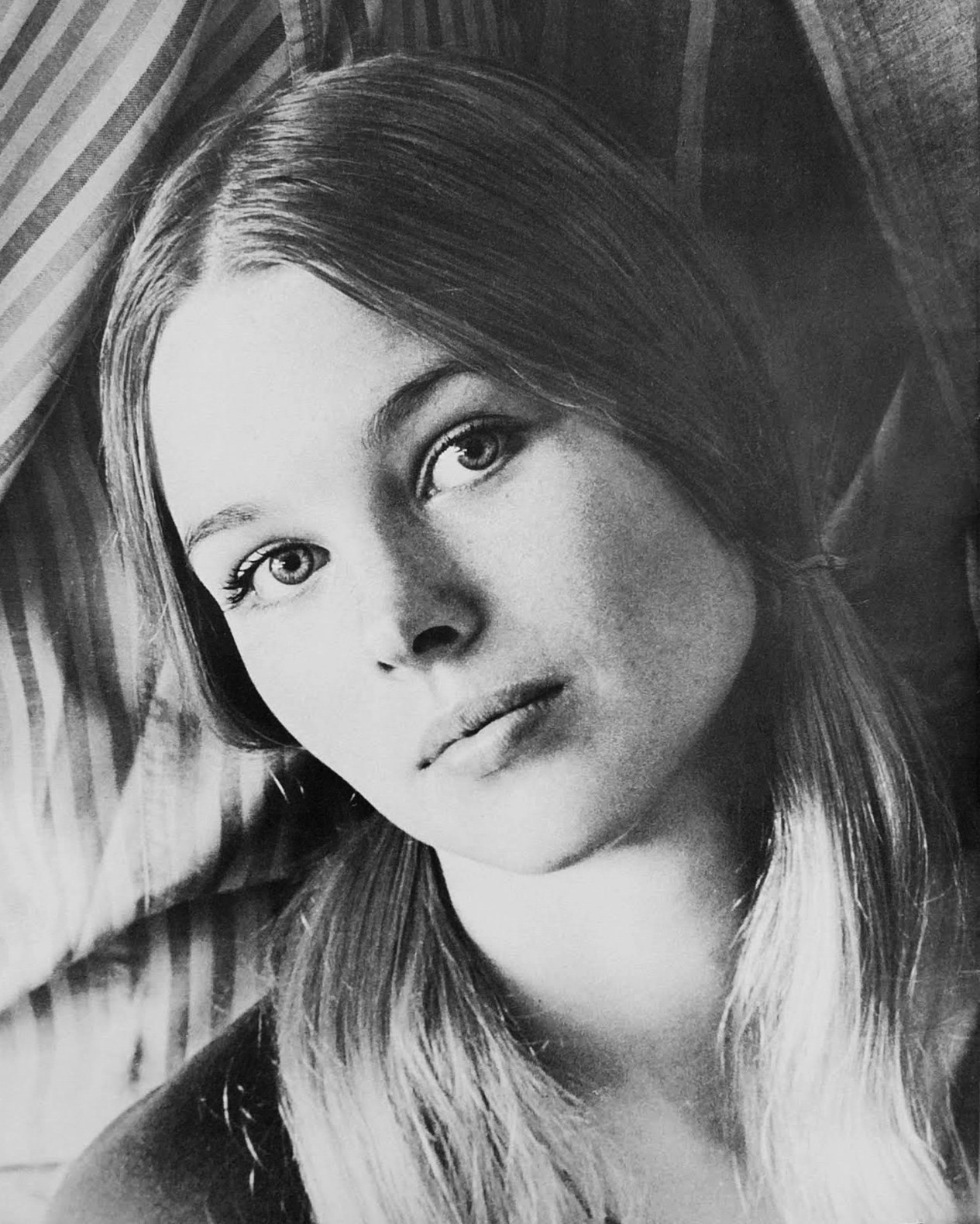
Michelle Phillips en 1966.

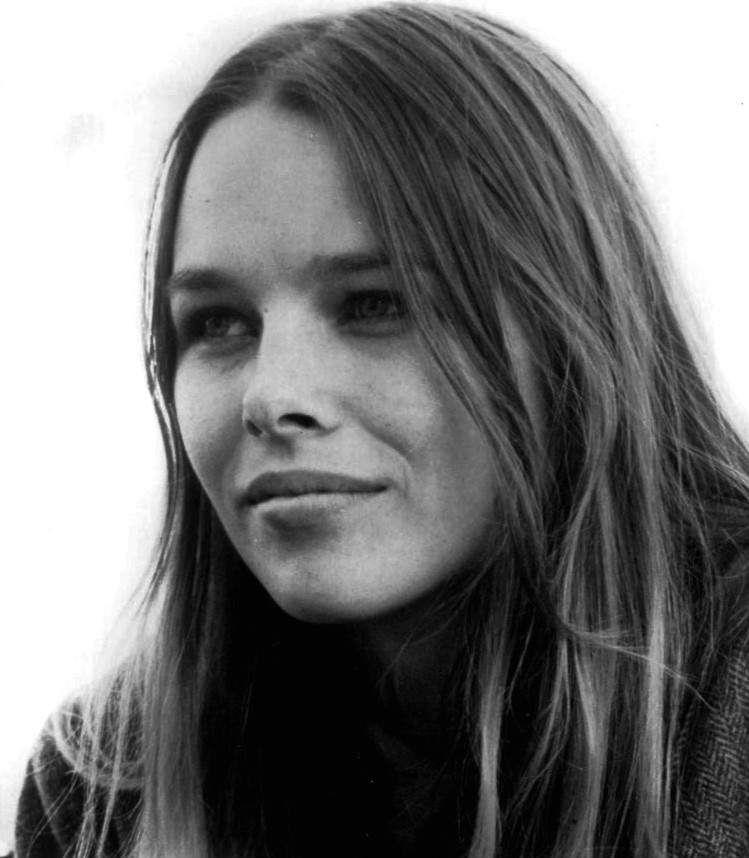
Michelle Phillips en 1967.

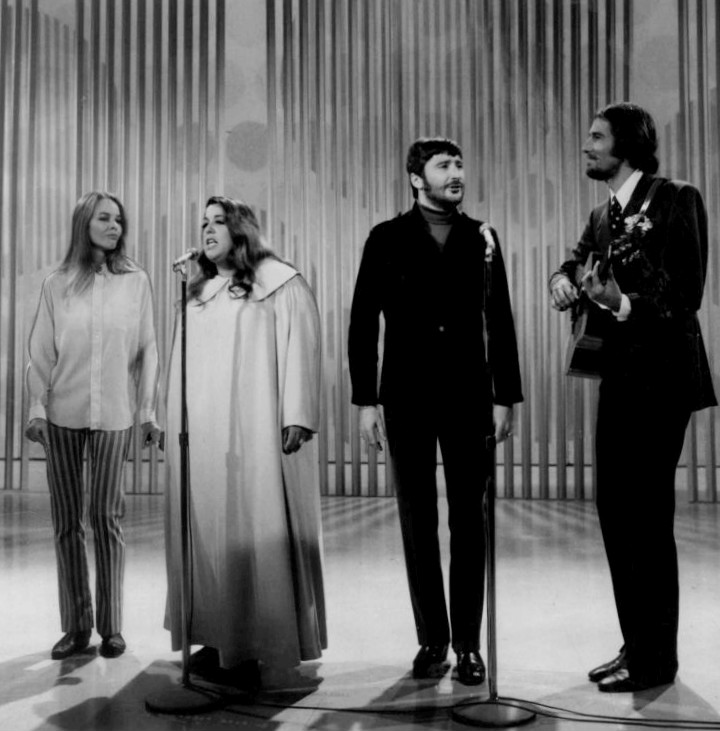
Michelle Phillips (à gauche) en 1967 avec The Mamas and the Papas.

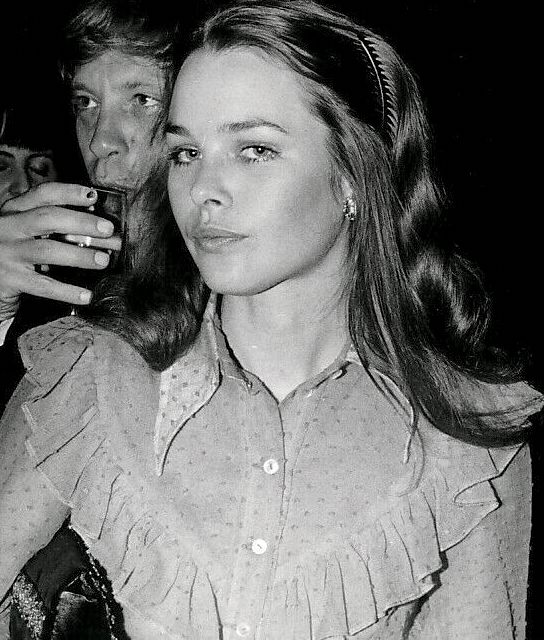
Michelle Phllips en 1971 aux Golden Globes.

Michelle, née Holly Michelle Gilliam à Long Beach, en Californie, est la fille de Joyce Leon (née Poole), comptable, et de Gardner Burnett Gilliam, qui travaille pour la marine marchande. Elle grandit en partie à Mexico, où son père allait à l'université (voir G.I. Bill).
Elle rencontre John Phillips, en tournée en Californie avec son groupe "The Journeymen", qui divorce de sa femme pour l'épouser, le 31 décembre 1962, Michelle tout juste âgée de 18 ans. En 1968, elle donne naissance à leur fille, Chynna Phillips.
De 1965 à 1968, elle et John font partie du groupe rock The Mamas and the Papas. Michelle participe à l'écriture de leurs plus célèbres tubes, California Dreamin' et Monday Monday. Après son aventure avec l'autre « Papas », Denny Doherty, elle est exclue momentanément du groupe et remplacée par Jill Gibson.
En 1969, elle a une brève liaison, à Londres, avec Roman Polanski. En 1970, elle divorce de John et se marie avec l'acteur Dennis Hopper sur les lieux du tournage de The Last Movie que dirige Dennis.
Le mariage ne tient que huit jours qui demeurent « la plus belle semaine de sa vie ». En 1971, elle se met en couple avec l'acteur Jack Nicholson rencontré lors du tournage du film Vas-y, fonce, mais la relation se termine l'année suivante.
Elle épouse ensuite l'acteur Grainger Hines, dont elle a deux enfants, Austin Hines, et Aron Wilson, puis elle divorce.
En 2000, elle se marie avec Steven Zax.
Depuis les années 1970, elle tourne pour des séries télévisées et des téléfilms aux États-Unis. On a pu la voir dans des séries aussi diverses que La croisière s'amuse, Arabesques, Matt Houston, Beverly Hills 90210, Sept à la maison et Les Sept Mercenaires. Michelle Phillips intègre la distribution de la série Côte Ouest au milieu des années 1980, pour interpréter le rôle d'Anne W. Matheson Sumner, la mère d'une des futures Desperate Housewives, Nicollette Sheridan. Michelle reprend ce rôle, lors du TV film de réunion de la série, en 1997 et participe en 2005 à une émission de souvenirs sur la série, Knots Landing Reunion : Together Again.
Michelle est la mère de Chynna Phillips, chanteuse du groupe Wilson Phillips et la belle-mère de Mackenzie Phillips et Bijou Phillips, toutes deux actrices et chanteuses.

## Discographie

### AvecThe Mamas and the Papas
Albums studio
- 1966 : If You Can Believe Your Eyes And Ears
- 1966 : The Mamas and The Papas
- 1967 : The Mamas and The Papas Deliver
- 1968 : The Papas and The Mamas
- 1971 : People Like Us

Album live
- 1970 : Historic Performances Recorded at the Monterey International Pop Festival

### Album solo
- 1977 : Victim of Romance

## Filmographie

### Cinéma
```
"
†
" indique qu'il s'agit d'un documentaire
```

| Année | Titre                                    | Rôle                      | Réalisateur(s)                                  | Notes                                                    | Réf.   |
| ----- | ---------------------------------------- | ------------------------- | ----------------------------------------------- | -------------------------------------------------------- | ------ |
| 1968  | Monterey Pop †                           | Herself                   | D. A. Pennebaker                                | Documentary film                                         | [ 1 ]  |
| 1970  | Saturation 70                            |                           | Tony Foutz                                      | Unfinished; lost film                                    | [ 2 ]  |
| 1971  | The Last Movie                           | Banker's Daughter         | Dennis Hopper                                   |                                                          | [ 1 ]  |
| 1973  | Dillinger                                | Evelyn "Billie" Frechette | John Millius (en)                               | Nominated—Golden Globe Award for Most Promising Newcomer | [ 1 ]  |
| 1974  | The Death Squad                          | Joyce Kreski              | Harry Falk                                      | Téléfilm                                                 | [ 4 ]  |
| 1974  | The California Kid                       | Maggie                    | Richard T. Heffron                              | Téléfilm                                                 | [ 1 ]  |
| 1975  | Shampoo                                  | Girl at Party             | Hal Ashby                                       | Uncredited                                               | [ 5 ]  |
| 1975  | Miracle                                  | Trixie                    | Edward Ruscha                                   | Short film                                               | [ 6 ]  |
| 1977  | Valentino                                | Natacha Rambova           | Ken Russell                                     |                                                          | [ 1 ]  |
| 1978  | The Users                                | Marina Brent              | Joseph Hardy (en)                               | Téléfilm                                                 | [ 7 ]  |
| 1979  | Liés par le sang (Bloodline)             | Vivian Nichols            | Terence Young (en)                              |                                                          | [ 1 ]  |
| 1980  | The Man with Bogart's Face               | Gena                      | Robert Day (en)                                 |                                                          | [ 1 ]  |
| 1981  | Savage Harvest                           | Maggie                    | Robert L. Collins                               |                                                          | [ 1 ]  |
| 1982  | Moonlight                                | Meredith Tyne             | - Jackie Cooper - Rod Holcomb                   | Téléfilm                                                 | [ 8 ]  |
| 1983  | Murder Me, Murder You                    | Chris Jameson             | Gary Nelson (en)                                | Téléfilm                                                 | [ 9 ]  |
| 1984  | Secrets of a Married Man                 | Katie Jordan              | William Graham (en)                             | Téléfilm                                                 | [ 10 ] |
| 1985  | The Covenant                             | Claire Noble              | Walter Grauman                                  | Téléfilm                                                 | [ 11 ] |
| 1985  | Stark: Mirror Image                      | Jennifer Clayton          | Noel Nosseck                                    | Téléfilm                                                 | [ 12 ] |
| 1986  | American Anthem                          | Linda Tevere              | Albert Magnoli                                  |                                                          | [ 1 ]  |
| 1987  | Assault and Matrimony                    | Madge Evers               | James Frawley                                   | Téléfilm                                                 | [ 13 ] |
| 1989  | Deux dollars sur un tocard (Let It Ride) | Mrs. Davis                | Joe Pytka                                       |                                                          | [ 1 ]  |
| 1989  | Mike Hammer: Murder Takes All            | Leora Van Treas           | John Nicolella (en)                             | Téléfilm                                                 | [ 14 ] |
| 1989  | Trenchcoat in Paradise                   | Suzanna Hollander         | Martha Coolidge                                 | Téléfilm                                                 | [ 15 ] |
| 1991  | Keep On Running                          | Tracy                     | Holm Dressler                                   |                                                          | [ 16 ] |
| 1991  | Scissors                                 | Ann Carter                | Frank De Felitta (en)                           |                                                          | [ 1 ]  |
| 1993  | Au-dessus de la loi (\|Joshua Tree)      | Esther Severance          | Vic Armstrong                                   | Also known as: Vanishing Red and Army of One             | [ 17 ] |
| 1993  | Rubdown                                  | Jordana Orwitz            | Stuart Cooper                                   | Téléfilm                                                 | [ 18 ] |
| 1996  | No One Would Tell                        | Laura Collins             | Noel Nosseck                                    | Television film                                          | [ 19 ] |
| 1996  | Pretty Poison                            | Mrs. Stepanek             | David Burton Morris                             | Television film                                          | [ 20 ] |
| 1999  | Sweetwater                               | Nancy Nevins              | Lorraine Senna                                  | Television film                                          | [ 15 ] |
| 2000  | Lost in the Pershing Point Hotel         | DeeDee Westbrook          | Julia Jay Pierrepont III                        |                                                          | [ 15 ] |
| 2000  | 919 Fifth Avenue                         | Mrs. Janet Van Degen      | Neil Hagar                                      | Television film                                          | [ 21 ] |
| 2000  | The Price of Air                         | Mrs. Rye                  | Josh Evans (en)                                 |                                                          | [ 15 ] |
| 2001  | March                                    | Joan                      | James P. Mercurio                               |                                                          | [ 15 ] |
| 2002  | Jane White Is Sick & Twisted             | June                      | David Michael Latt                              |                                                          | [ 1 ]  |
| 2004  | Harry + Max                              | Mother                    | Christopher Münch (en)                          |                                                          | [ 1 ]  |
| 2005  | Kids in America                          | Singer                    | Josh Stolberg (en)                              |                                                          | [ 1 ]  |
| 2006  | Unbeatable Harold                        | Erma                      | Ari Palitz                                      |                                                          | [ 22 ] |
| 2006  | And the Sea Took Us †                    | Herself (voice)           | William Prosser                                 | Documentary film                                         | [ 23 ] |
| 2009  | Betrayal                                 | Eva Karlsen               | Håkon Gundersen                                 |                                                          | [ 24 ] |
| 2016  | Good Fortune †                           | Herself                   | - Joshua Tickell (en) - Rebecca Harrell Tickell | Documentary film                                         | [ 1 ]  |
| 2018  | Feminists: What Were They Thinking? †    | Herself                   | Johanna Demetrakas (en)                         | Documentary film                                         |        |
| 2019  | Echo in the Canyon †                     | Herself                   | Andrew Slater (en)                              | Documentary film                                         | [ 25 ] |

### Télévision
| Année           | Titre                                                                                              | Rôle                                      | Notes                               | Réf.   |
| --------------- | -------------------------------------------------------------------------------------------------- | ----------------------------------------- | ----------------------------------- | ------ |
| 1973            | Owen Marshall: Counselor at Law                                                                    | Stephanie Marks                           | Episode: "The Prowler"              |        |
| 1977            | Aspen                                                                                              | Gloria Osborne                            | 3 épisodes                          | [ 1 ]  |
| 1979            | The French Atlantic Affair                                                                         | Jennie Barber                             | 3 épisodes                          | [ 1 ]  |
| 1979-1984       | L'Île fantastique (Fantasy Island)                                                                 | Various                                   | 7 épisodes                          | [ 26 ] |
| 1980            | Vega$                                                                                              | Officer Cassandra Hunt                    | 2 épisodes                          |        |
| 1981-1984       | La croisière s'amuse (The Love Boat)                                                               | Barbara Carroll/Sheila Price/Linda Gammon | 5 épisodes                          | [ 1 ]  |
| 1982            | Matt Houston                                                                                       | Glenda Collins                            | Épisode Shark Bait                  | [ 26 ] |
| 1983            | L'Homme qui tombe à pic                                                                            | Fay Charles                               | Épisode Le Caméléon                 | [ 1 ]  |
| 1983            | The Mississippi                                                                                    | Caroline Foster                           | Episode: "The Last Voice You Hear"  |        |
| 1983-1986       | Hotel                                                                                              | Elizabeth Bradshot Cabot                  | 8 épisodes                          | [ 1 ]  |
| 1984            | Automan                                                                                            | Veronica Everly                           | Episode: "Murder, Take One"         |        |
| 1984            | Fox Mystery Theater                                                                                | Sandra Lorenz                             | Episode: "Paint Me a Murder"        | [ 15 ] |
| 1984            | Finder of Lost Loves (en)                                                                          | Alicia Marsh                              | Episode: "Yesterday's Child"        |        |
| 1984            | Murder, She Wrote                                                                                  | Regina Kellijian                          | Episode: "Death Casts a Spell"      | [ 15 ] |
| 1985            | T. J. Hooker                                                                                       | Teri Sherman                              | Episode: "Love Story"               | [ 1 ]  |
| 1985            | Glitter                                                                                            |                                           | Episode: "The Matriarch"            |        |
| 1987; 1989-1993 | Côte Ouest (Knots Landing)                                                                         | Anne Matheson                             | 88 épisodes                         | [ 1 ]  |
| 1988            | Alfred Hitchcock présente Alfred Hitchcock Presents                                                | Katherine Clark                           | Épisode If Looks Could Kill         | [ 27 ] |
| 1988            | Star Trek: The Next Generation                                                                     | Jenice Manheim                            | Episode: "We'll Always Have Paris"  |        |
| 1993-1994       | Second Chances                                                                                     | Joanna Russell                            | 4 épisodes                          | [ 28 ] |
| 1994            | Burke's Law                                                                                        | Denise Kima                               | Episode: "Who Killed the Starlet?"  |        |
| 1994            | Herman's Head                                                                                      | Sandra Clayton                            | Épisode A Head in the Polls         | [ 29 ] |
| 1994            | Heaven Help Us                                                                                     |                                           | Épisode Stepping Out                |        |
| 1994-1999       | Diagnostic : Meurtre (Diagnosis Murder)                                                            | Livia Parkinson/Christine Shaw            | 2 épisodes                          | ,      |
| 1995            | Loïs et Clark : Les Nouvelles Aventures de Superman (Lois & Clark: The New Adventures of Superman) | Claudette Wilder                          | Épisode Target: Jimmy Olsen         | [ 32 ] |
| 1996            | Couleur Pacifique (Malibu Shores)                                                                  | Suki Walker                               | 10 épisodes                         | [ 1 ]  |
| 1996            | Too Something                                                                                      | Karen Reeves                              | Épisode Donny's Mother              |        |
| 1997            | The Big Easy                                                                                       | Collette                                  | Episode: "Ghost of the Pricky Rose" |        |
| 1997            | Pauly                                                                                              | Cassandra                                 | Épisode Foreplay                    |        |
| 1997            | Knots Landing: Back to the Cul-de-Sac                                                              | Anne Matheson Sumner                      | 2 épisodes                          |        |
| 1997            | Spicy City                                                                                         | Raven                                     | 6 épisodes                          | [ 33 ] |
| 1997-98         | Beverly Hills 90210 (Beverly Hills, 90210)                                                         | Abby Malone                               | 9 épisodes                          | [ 1 ]  |
| 1998            | Love Boat: The Next Wave                                                                           | Quinn Ford                                | Episode: "True Course"              | [ 34 ] |
| 1998-2000       | Les Sept Mercenaires                                                                               | Maude Standish                            | 3 épisodes                          | [ 1 ]  |
| 1999            | Providence                                                                                         | Blair Mason                               | Épisode If Memory Serves            | [ 35 ] |
| 1999-2001       | Rude Awakening                                                                                     | Vivian                                    | 3 épisodes                          |        |
| 2000            | Destins croisés                                                                                    | Edwina Lewis                              | Épisode Old Flames                  | [ 1 ]  |
| 2000            | Popular                                                                                            | Hellacious Akers                          | 2 épisodes                          |        |
| 2001            | All About Us                                                                                       | Juliana Merrick                           | Episode: "The Scare"                |        |
| 2001            | Spin City                                                                                          | Jane Moore                                | Épisode The Wedding Scammer         | [ 1 ]  |
| 2001-2002       | Lydia DeLucca (That's Life)                                                                        | Maureen                                   | 2 épisodes                          |        |
| 2001-2004       | Sept à la maison (7th Heaven)                                                                      | Lilly                                     | 3 épisodes                          | [ 1 ]  |
| 2003            | Abby                                                                                               | Christine Newton                          | Épisode The Mama and the Papa       |        |

## Dans la fiction
Elle est un personnage du film Once Upon a Time… in Hollywood (2019) de Quentin Tarantino. Son rôle est interprété par Rebecca Rittenhouse.